# Золотистий ретривер
Золотистий ретривер або голден ретривер (англ. Golden Retriever, від «golden» — «золотистий», «retrieve» — «подавати») — шотландська порода ретриверів, мисливських собак середнього розміру. Характеризується м'яким і ласкавим характером та яскравою золотистою шерстю. Це робоча порода собак, зазвичай її утримують як домашнього улюбленця, і вона є однією з найбільш популярних порід у деяких західних країнах. Представники породи нерідко працюють собаками-поводирями.
Золотистий ретривер був виведений сером Дадлі Марджорібенксом у його шотландському маєтку Гісачан наприкінці XIX століття. Він схрестив гладкошерстих ретриверів з водяними твід-спанієлями, додавши до них ірландського сетера, лабрадора-ретривера та бладгаунда. Порода була визнана Кінологічним клубом у 1913 році, а в міжвоєнний період поширилася в багатьох частинах світу.

## Історія породи
Золотистий ретривер був виведений у Шотландії в XIX столітті сером Дадлі Марджорібенксом (що пізніше отримав титул барона Твідмаута) з гладкошерстих ретриверів, схрещених з водяними твід-спанієлями та деякими іншими британськими породами собак. До публікації в 1952 році дуже докладної племінної книги, яку ретельно вів Марджорібенкс, про походження породи було опубліковано багато романтичних історій.

## Опис

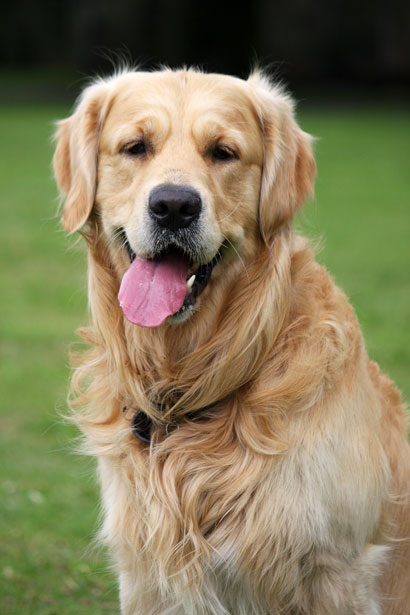
Ретривер зблизька

### Зовнішній вигляд
Золотистий ретривер — порода собак середнього розміру з міцною статурою. Згідно зі стандартом породи Кінологічного клубу, зріст самців — від 56 до 61 см, а самок — від 51 до 56 см. Здорові дорослі особини зазвичай важать 25—34 кг.
Голова пропорційна. Череп широкий, не грубий. Перехід від чола до морди добре виражений. Мочка носа переважно чорна. Морда потужна, широка і глибока. Довжина морди приблизно дорівнює довжині від переходу до потиличного бугра. Міцні щелепи з рівномірним, регулярним ножицеподібним прикусом, при цьому верхні різці щільно закривають нижні, зуби стоять в щелепі вертикально. Очі темно-карі, широко розставлені, повіки темні. Вуха середнього розміру, посаджені приблизно на рівні очей.
Шия без підвісу і мускулиста. Спина рівна. Поперек міцний, м'язистий, короткий. Груди глибокі в області серця. Ребра глибокі, добре зведені. Хвіст розташований на рівні лінії спини, дістає до скакальних суглобів; без вигину на кінчику хвоста.

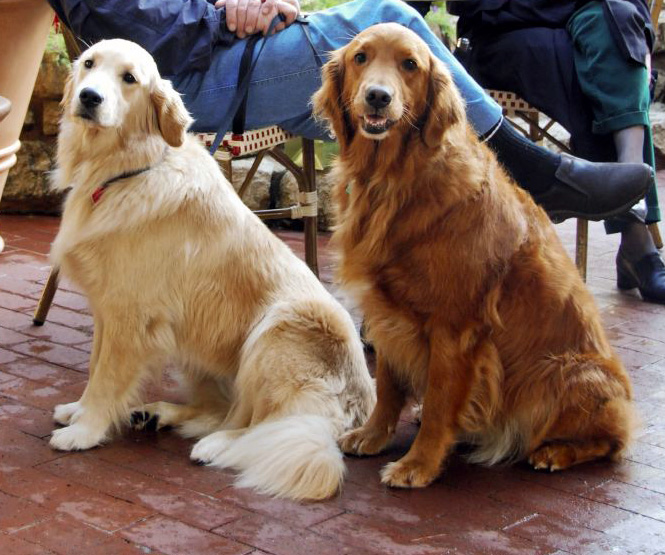
Різні забарвлення породи

Передні кінцівки прямі. Плечі добре відведені назад, лопатки довгі, по довжині рівні лопаткам, внаслідок чого кінцівки стоять добре під корпусом. Лікті щільно прилягають до корпуса. Задні кінцівки міцні та мускулисті. Скакальні суглоби низько розташовані, плюсни прямі при огляді ззаду, не вивернуті ні усередину, ні назовні. Крок довгий і вільний, без «гарцювання» (високого підкидання передніх кінцівок).
Остьове волосся довге, рівне або хвилясте, підшерстя щільне і забезпечує стійкість до погодних умов. Шерсть може бути будь-якого відтінку кремового, жовтого або золотистого кольору та з віком зазвичай стає блідішою. Стандарт породи Кінологічного клубу забороняє руде або підпалеве забарвлення шерсті, однак кілька білих волосків допустимі, хоча тільки на грудях. Спочатку допускалися лише жовті або золотисті екземпляри, але у 1936 році до стандарту Кінологічного клубу були внесені поправки, що включили кремове забарвлення. З часом саме кремова варіація стала домінівною та особливо популярною серед учасників собачих виставок.
Стандарт породи прийнятий усіма кінологічними клубами світу, окрім Канади та США. Стандарти породи в Північній Америці передбачають дещо вищий зріст собаки, а кремовий окрас не допускається.

### Темперамент

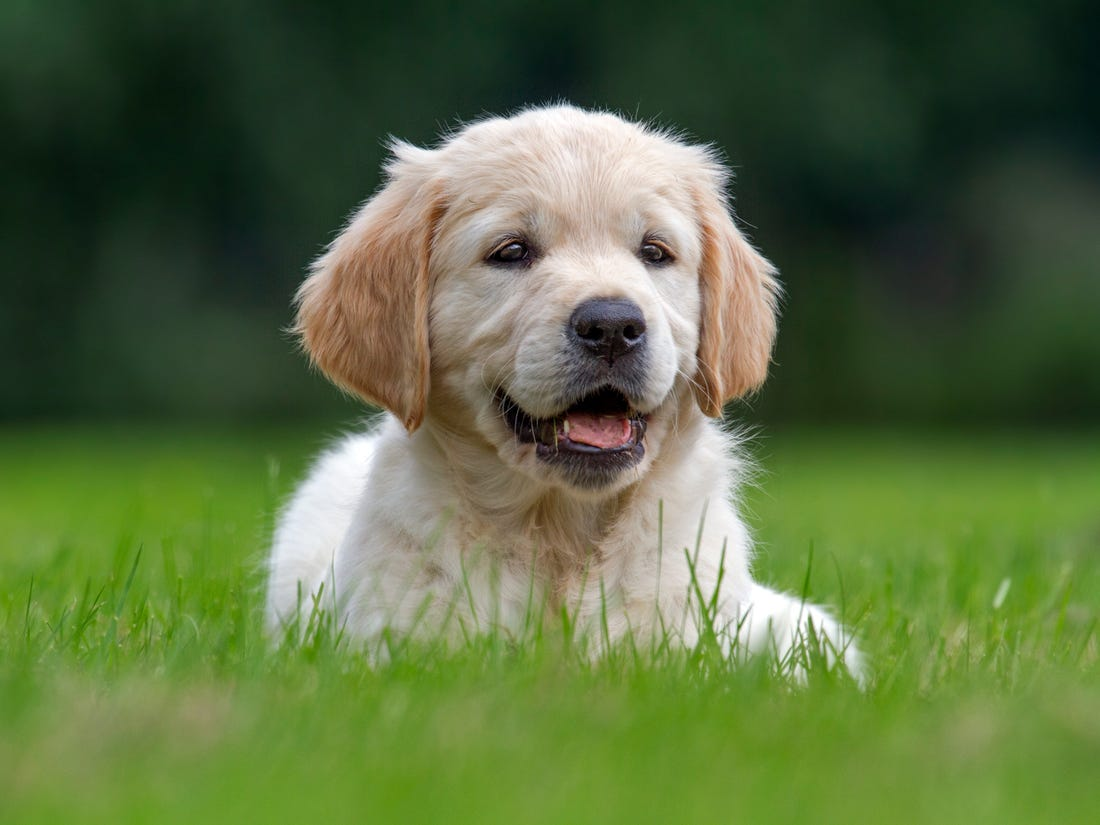
Цуценя золотистого ретривера

Золотистий ретривер вважається розумною та лагідною породою собак. Ця порода загалом спокійна і поступлива, легко піддається дресуванню і прагне догодити своєму господареві, що типово для багатьох ретриверів. Золотисті ретривери можуть бути гарними домашніми та сімейними собаками, толерантні до дітей. Завдяки своїй доброзичливій натурі, порода часто втрачає охоронні інстинкти. Проте, відомі випадки дуже агресивних золотистих ретриверів у певних родоводах. Припускається, що ці прояви агресії частково зумовлені генетичними факторами.
Порода зазвичай зберігає багато рис та інстинктів підрушничних собак, включаючи досконалий нюх та сильний інстинкт шукача. Навіть серед тих собак, що не були навчені як підрушничні собаки, для золотистих ретриверів характерно приносити своїм господарям іграшки або інші предмети. У порівнянні з іншими породами ретриверів золотистий ретривер, як правило, досить повільно дорослішає.

## Застосування

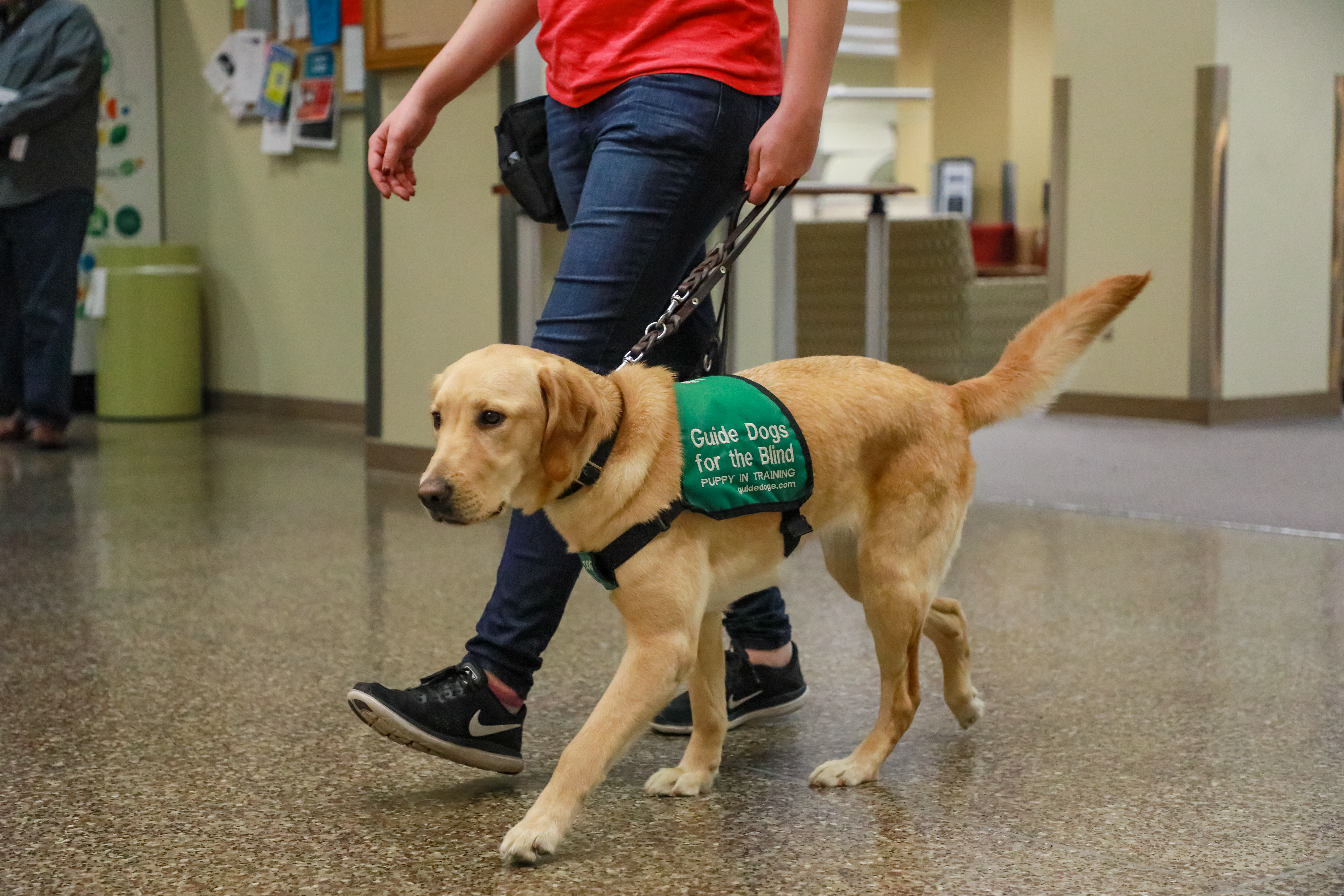
У ролі поводаря

Золотистий ретривер — одна з найпоширеніших порід собак-компаньйонів у західному світі, часто входить до першої десятки порід за кількістю реєстрацій у Великій Британії, США, Австралії та Канаді. Він є частим учасником собачих виставок, виведені окремі шоу-лінії породи. Собаки можуть бути виховані як собаки-провідники або собаки-терапевти.

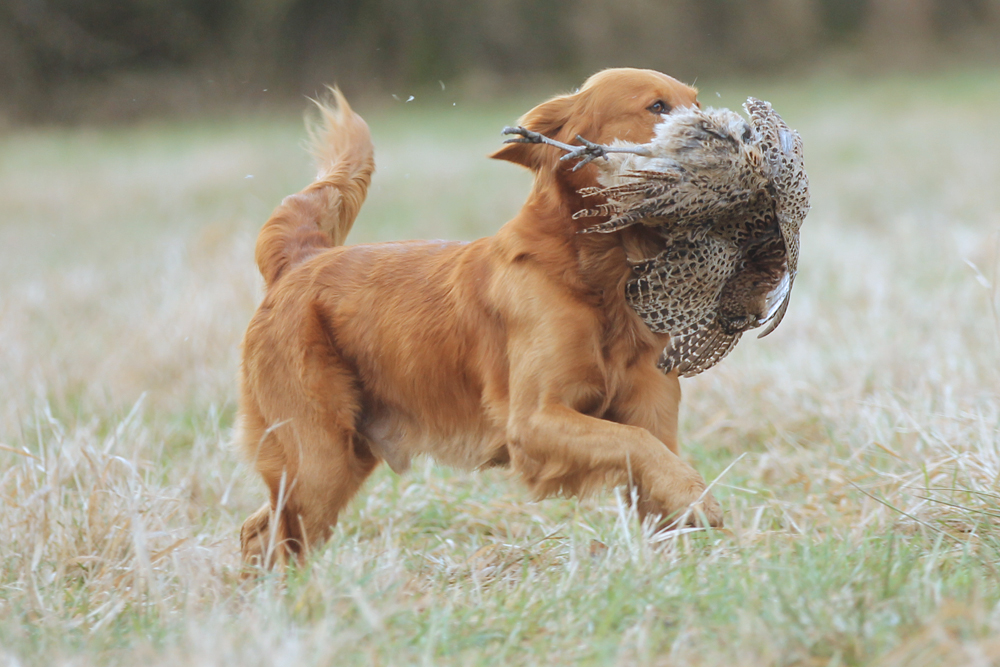
Приносить застрелену дичину

Золотистий ретривер досі використовується як підрушничний собака, як для полювання в полі, так і для участі у польових випробуваннях. Його більше використовують для добування наземної дичини, такої як тетерук і куріпка, ніж для полювання на пернату дичину. Як мисливських зазвичай використовують собак з робочих ліній, спеціально виведених для польового використання; собаки з домашніх або виставкових ліній підходять рідко. Золотистий ретривер з традиційною густою шерстю з підшерстям добре підходить для роботи в холодних і вологих умовах, оскільки його хутро забезпечує йому водонепроникність та ізоляцію. У порівнянні з іншими породами ретриверів, золотистий ретривер не такий сильний плавець — його довга шерсть змушує його низько сидіти у воді під час плавання.
Золотистий ретривер набагато рідше використовується як мисливський компаньйон, ніж лабрадор-ретривер. Однією з причин є те, що порода загалом досить повільно прогресує, особливо порівняно з лабрадором. Часто, коли золотистий ретривер ще проходить базову підготовку, лабрадор того ж віку вже завершив сезон полювання. Іншою причиною є довга шерсть, яка вимагає інтенсивнішого догляду, ніж у лабрадора, особливо після роботи в брудних умовах або в тісному укритті. Більшість золотистих ретриверів розводять як домашніх улюбленців або для виставкового рингу, а не для полювання, тому мисливцям може бути складно знайти цуценят, виведених з перевірених робочих ліній.

## Здоров'я
Дослідження, проведене у Великобританії у 2024 році, встановило, що середня тривалість життя цієї породи становить 13,2 року порівняно з 12,7 року для чистокровних порід і 12 для метисів. Італійське дослідження 2024 року, встановило, що середня тривалість життя цієї породи становить 10 років, тобто середньостатистична серед усіх порід. Шведське дослідження 2005 року показало, що 22 % золотистих ретриверів доживають до 10 років, що нижче загального показника, який становить 35 %.
Порода особливо схильна до раку: одне дослідження в США показало, що рак є причиною смерті приблизно 50 % собак, що є другим найвищим показником у цьому дослідженні. Кілька європейських досліджень виявили значно нижчу поширеність (20—39 %), що може вказувати на значні генетичні розбіжності між американською та європейською популяціями. Вони особливо схильні до гемангіосаркоми та лімфоми, з оціночним ризиком протягом життя 1/5 для першої та 1/8 для другої. Високий рівень смертності від раку серед золотистих ретриверів може частково пояснюватися відсутністю інших вроджених захворювань. Одне британське дослідження встановило, що ризик метастазної неоплазії у цієї породи в 4,86 раза вищий, ніж в інших собак.
Вони також хворіють на іхтіоз (генетичне захворювання шкіри)  , .

## Відомі ретривери
- Ліберті — президентський улюбленець Джеральда Р. Форда[24].
- Мер Макс II — обраний мером міста Айділвайлд, Каліфорнія[25].